# ترومان ألدريتش
ترومان هيمينواي ألدريتش (بالإنجليزية: Truman Heminway Aldrich)‏ (ولد في 17 أكتوبر 1848 في بالميرا وتوفي في 28 أبريل 1932 في برمنغهام) كان مهندساً مدنياً وعالم إحياء قديمة وسياسياً عمل لفترة وجيزة في مجلس النواب في الولايات المتحدة.
عمل مديرًا لبريد برمنغهام. وهو الجمهوري الوحيد الذي يمثل دائرة الكونجرس التاسعة في ألاباما والتي كانت قائمة من 1893 إلى 1963. كما مثل شقيقه وليام ألدريش ألاباما في الكونغرس حيث خدم ثلاث فترات جزئية خلال 1896-1901 من منطقة الكونجرس الرابعة في ألاباما.

## النشأة والتعليم
ولد ألدريتش في بالميرا وعانى من سوء الصحة عندما كان صبيًا. التحق بالمدارس العامة والأكاديمية العسكرية في وست تشيستر في بنسلفانيا قبل أن يلتحق بمعهد رينسيلار للفنون التطبيقية في تروي، نيويورك. تخرج في عام 1869 بدرجة في التعدين والهندسة المدنية وعمل في خطوط السكك الحديدية في نيويورك ونيوجيرسي. في عام 1870 تزوج من آنا موريسون من نيوارك.

## تطوير حقل ألاباما للفحم
تميزت مهنة ألدريتش بالابتكار والرؤية طويلة المدى. وكان رجلاً ناجحًا في العلوم وكذلك في الأعمال.
في عام 1872 أصبح ألدريتش شريكًا في مؤسسة مصرفية في سلمى، ألاباما. أثناء وجوده في المنطقة، حقق في عمليات تعدين الفحم الحالية في مونتيفالو. في العام التالي حصل على عقد إيجار لمناجم الفحم في مونتيفالو، وبدأ العمل في استخراج الفحم في ذلك الصيف. اشترى المناجم مباشرة في عام 1875 وأطلق على المستوطنة المحيطة ألدريتش، مؤجرًا العملية لشقيقه الأصغر ويليام بينما كان يتوقع وجود طبقات جديدة. قام بتأسيس شركة جيفرسون للفحم في مدينة موريس والتي قام بتزويدها بالوقود لأول فرن ناجح يعمل بفحم الكوك في منطقة برمنغهام، مما ساعد على تأسيس المنطقة كمركز لإنتاج الحديد والصلب.
في عام 1881 أسس الدريش شركة ساهابا للفحم في مقاطعة بيب.

## اهتمامه بالأحفوريات
بالإضافة إلى اهتماماته التجارية العديدة، سعى ألدريتش إلى الاهتمام بجمع الأصداف، وجمع في النهاية واحدة من أكبر مجموعات الهواة في عصره، جزئيًا عن طريق الشراء وجزئيًا عن طريق الجمع شخصيًا. في تسعينات القرن التاسع عشر انضم إلى «نقابة شل» لدعم علماء الطبيعة هربرت هنتنغتون سميث وأميليا سميث، اللتين جمعتا المياه العذبة والرخويات الأرضية في ألاباما وجورجيا. شجع الجيولوجي يوجين ألين سميث ألدريتش على تركيز جهوده في علم الحفريات الثلاثية في السهل الساحلي، وجمع ألدريتش الآلاف من الأحافير من مواقع كلاسيكية الآن على طول نهر ألاباما ونهر تومبيغبي. ساهم بمقال نشره عن المسح الجيولوجي في ألاباما عن سجل الحفريات الأيوسينية، بما في ذلك تسع لوحات توضح الأنواع الجديدة. مجموعته من الأصداف الحديثة موجودة الآن في متحف فلوريدا للتاريخ الطبيعي في غاينيسفيل، وأحفورياته موجودة في المسح الجيولوجي لمجموعة ألاباما الحفرية ومتحف ألاباما للتاريخ الطبيعي.
قدم ألدريتش أيضًا معلومات حول حقول الفحم التي قام بمسحها إلى (جون ويذرسبون دوبوز) ونشرتها هيئة المسح الجيولوجي في ألاباما في عام 1890.